# Aethopyga
Aethopyga – rodzaj ptaków z rodziny nektarników (Nectariniidae).

## Występowanie
Rodzaj obejmuje gatunki występujące w południowej i południowo-wschodniej Azji.

## Morfologia
Długość ciała 8,4–20 cm, masa ciała 3,1–9 g (samce są z reguły nieco cięższe od samic).

## Systematyka

### Etymologia
Nazwa rodzajowa jest połączeniem słów z języka greckiego: αιθος aithos – „ogień, palące ciepło” oraz πυγη pugē – „zad”.

### Gatunek typowy
Certhia siparaja Raffles

### Podział systematyczny
Do rodzaju należą następujące gatunki:
- Aethopyga duyvenbodei (Schlegel, 1871) – kwiatownik wspaniały
- Aethopyga ignicauda (Hodgson, 1836) – kwiatownik ognistosterny
- Aethopyga saturata (Hodgson, 1836) – kwiatownik niebieskosterny
- Aethopyga nipalensis (Hodgson, 1836) – kwiatownik zielonosterny
- Aethopyga gouldiae (Vigors, 1831) – kwiatownik ozdobny
- Aethopyga temminckii (S. Müller, 1843) – kwiatownik czerwony
- Aethopyga mystacalis (Temminck, 1822) – kwiatownik białobrzuchy
- Aethopyga shelleyi Sharpe, 1876 – kwiatownik żółtogardły
- Aethopyga vigorsii (Sykes, 1832) – kwiatownik indyjski
- Aethopyga siparaja (Raffles, 1822) – kwiatownik szkarłatny
- Aethopyga magnifica Sharpe, 1876 – kwiatownik czarnobrzuchy – takson wyodrębniony ostatnio z A. siparaja[7]
- Aethopyga jefferyi (Ogilvie-Grant, 1894) – kwiatownik luzoński – takson wyodrębniony ostatnio z A. pulcherrima[7]
- Aethopyga pulcherrima Sharpe, 1876 – kwiatownik epoletowy
- Aethopyga decorosa (McGregor, 1907) – kwiatownik lśniący – takson wyodrębniony ostatnio z A. pulcherrima[7]
- Aethopyga flagrans Oustalet, 1876 – kwiatownik ognisty
- Aethopyga guimarasensis (Steere, 1890) – kwiatownik kasztanowaty – takson wyodrębniony ostatnio z A. flagrans[7]
- Aethopyga bella Tweeddale, 1877 – kwiatownik strojny
- Aethopyga eximia (Horsfield, 1821) – kwiatownik białoboczny
- Aethopyga christinae Swinhoe, 1869 – kwiatownik widłosterny
- Aethopyga linaraborae Kennedy, Gonzales & H. Miranda, 1997 – kwiatownik niebieskouchy
- Aethopyga primigenia (Hachisuka, 1941) – kwiatownik szarogłowy
- Aethopyga boltoni Mearns, 1905 – kwiatownik żółtorzytny